# Katalog galaktyk karłowatych

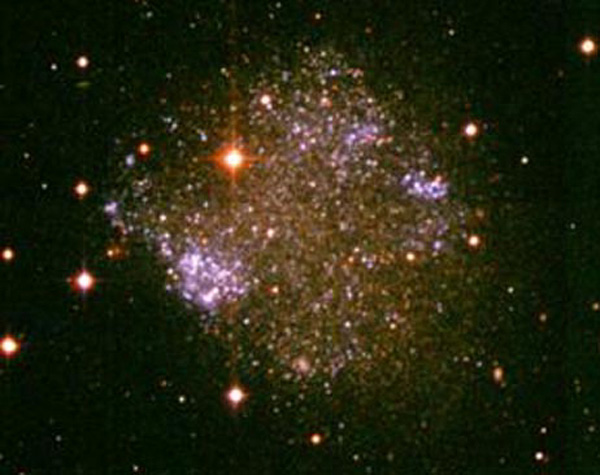
Galaktyka DDO 75, czyli Sekstant A

Katalog galaktyk karłowatych (ang. A Catalogue of Dwarf Galaxies oraz David Dunlap Observatory Catalogue, skrót DDO) – katalog astronomiczny galaktyk karłowatych opublikowany w 1959 roku oraz uzupełniony w 1966 przez kanadyjskiego astronoma Sidneya van den Bergha. Pierwotna wersja katalogu zawierała 222 obiekty, wersja z 1966 roku – 243 obiekty.

## Wybrane obiekty katalogu DDO
- DDO 3
- DDO 8
- DDO 42
- DDO 50 – Holmberg II
- DDO 66 – Holmberg IX
- DDO 67
- DDO 69 – Leo A
- DDO 70 – Sekstant B
- DDO 75 – Sekstant A
- DDO 82
- DDO 93 – Lew II
- DDO 95
- DDO 107
- DDO 119
- DDO 135
- DDO 150
- DDO 155 – GR 8
- DDO 186
- DDO 187
- DDO 190
- DDO 197 – Arp 261
- DDO 199 – Karzeł Małej Niedźwiedzicy
- DDO 208 – Karzeł Smoka
- DDO 209
- DDO 210 – Karzeł Wodnika
- DDO 216 – PegDIG
- DDO 223
- DDO 226
- DDO 232
- DDO 236
- DDO 242
- DDO 243